# François Pascalon
Pour les articles homonymes, voir Pascalon.
François Pascalon, né le 2 juillet 1803 à Lyon et mort le 3 février 1860 dans le 5e arrondissement de Lyon, est un architecte français.

## Réalisations
Il réalise les travaux d'architecture suivants. :
- église Saint-Maurice de Monplaisir à Lyon ;
- église Saint-Eucher de Lyon, qui sera achevée par Joseph Forest.

## Distinction
Il est membre de la société académique d'architecture de Lyon en 1841.